# Tatra 107
Der Tatra 107 war ein PKW-Modell der Mittelklasse des  tschechoslowakischen Herstellers Tatra. Er wurde von 1946 bis 1947 als Nachfolger des Tatra 97 hergestellt. Sein Nachfolger war ab 1947 der Typ 600 Tatraplan.

## Geschichte
Der Tatra 107 wurde 1946 als Nachfolger des Typ 97 präsentiert. Die Karosserie war um 280 mm länger als die des Vorgängers. Er hatte auch ein neues Fahrwerk mit unabhängigen Radaufhängungen (vorne an zwei Querblattfedern, hinten torsionsstabgefederte Pendelachse). Der Zentralkastenrahmen war mit der teil-selbsttragenden Karosserie verschweißt. Der neu konstruierte Motor hatte nun eine untenliegende Nockenwelle, Stoßstangen und Kipphebel. Die Trommelbremsen wurden hydraulisch betätigt.
Der Tatra 107 wurde von 1946 bis 1947 produziert, es entstanden lediglich 7 Fahrzeuge.

## Technische Daten
Typ 107 Baujahr 1946–1947
- Länge: 4550 mm
- Breite: 1670 mm
- Gesamthöhe: 1520 mm
- Radstand: 2700 mm
- Spurweite vorne: 1300 mm
- Spurweite hinten: 1300 mm
- Motor: Vierzylinder-Boxermotor mit OHV-Ventilsteuerung, luftgekühlt (1 axiales Kühlgebläse)
- Hubraum: 1750 cm³
- Leistung: 48 PS (35 kW) bei 4000/min
- Getriebe: Einscheiben-Trockenkupplung, Viergang-Schaltgetriebe mit Mittelschaltung, vollsynchronisiert
- Antriebsart: Heckantrieb
- Höchstgeschwindigkeit 120 km/h (Werksangabe)
- Normverbrauch: 10–12 l/100 km